# Akwawa
Akwawa to góra wznosząca się na płaskowyżu Kwahu na wysokość 788 m n.p.m., w dystrykcie Kwahu South (Region Wschodni) w Ghanie.